# Ion Corvin, Constanța
Ion Corvin là một đô thị ở hạt Constanţa, România. Xã này gồm 5 làng:
- Ion Corvin - được đặt tên theo John Hunyadi (tên lịch sử: Cuzgun, tiếng Thổ Nhĩ Kỳ: Kuzgun)
- Brebeni (historical name: Ciucurchioi, tiếng Thổ Nhĩ Kỳ: Çukurköy)
- Crângu (tên lịch sử: Caramat, tiếng Thổ Nhĩ Kỳ: Karamat)
- Rariştea (tên lịch sử: Gura Orman, Bazarghian)
- Viile (historical name: Beilic, tiếng Thổ Nhĩ Kỳ: Beylik)